# Láncos-kastély
Láncos-kastély vagy más néven Luzsénszky-kastély Móron, Fejér vármegyében található. (Cím: Szent István tér 6.)
A kastélyt, amely Mór főterén található, az 1790-es évek elején, más források szerint 1791-ben a Luzsénszky család építtette. Nevét az előtte húzódó lánckerítésről kapta. 
Kivitele egyemeletes, egytraktusos, 16 tengelyes, sátortetős épület. 2 kosáríves, vörös márvány keretezésű kocsibehajtója van, a bal oldalin 2 címer, a jobb oldalin gótizáló copf ajtószárny. Középen 3 páros oszlopon triglifes párkány hordozta kőbábos vörös márvány erkély. Az épület két végén U alakban hátranyúló rövid szárny helyezkedik el, a belső oldalon hengeres lépcsőtornyokkal. A hátsó homlokzat teljes hosszában a földszinten és az emeleten árkádos folyosó. Az épület középpontjában helyezték el a dísztermet, amely a bécsi mintájú társasági élet színtere volt. A 18. század közepén és a 19. század elején földrengések rázták meg a környéket. A kastély 1810. januárjában és 1814. májusában jelentős károkat szenvedett.
A kastélyban 1990 előtt a városi tanács működött, jelenleg az épületben a móri polgármesteri hivatal működik.